# Зигль, Зигрун
Зигрун Зигль (нем. Siegrun Siegl, в девичестве — Тон (нем. Thon); род. 29 октября 1954, Апольда, Эрфурт) — восточногерманская легкоатлетка, специализировавшаяся в пятиборье, а позднее — в прыжках в длину. Олимпийская чемпионка 1976 года в пятиборье.

## Биография
В течение всей своей спортивной карьеры Зигрун представляла спортивный клуб «Турбина» из Эрфурта. В 1974 году она одержала победу в пятиборье на чемпионате Восточной Германии в помещении, а спустя год повторила своё достижение на открытом воздухе. На чемпионате Европы 1974 года немка стала лишь четвёртой в этой дисциплине, уступив советской сопернице Зое Спасовходской, завоевавшей по сумме пяти видов программы «бронзу», лишь 5 баллов.
В 1975 году Зигрун Тон вышла замуж за велосипедиста Юргена Зигля. 19 мая 1976 года спортсменка, прыгнув в длину на 6,99 м, побила мировой рекорд, установленный за 10 дней до этого её соотечественницей Ангелой Фойгт.
В составе делегации ГДР Зигль приняла участие в легкоатлетическом турнире Олимпиады-1976. В соревнования в прыжках в длину немка заняла четвёртое место, уступив бронзовому призёру Лидии Алфеевой лишь 1 см. После 4 из 5 видов программы пятиборья 8 лидировавших участниц отделяли менее ста баллов, причём Зигль имела лишь 7-ю сумму. По итогам забега на 200 м Зигрун Зигль и её соотечественница Кристине Лазер в финальной табели набрали наибольшее количество очков — по 4745, однако в соответствии с действовавшими правилами «золото» Игр было вручено Зигль, так как она была сильнее своей соперницы в 3 из 5 видах. По окончании Олимпиады за показанный результат спортсменка была награждена правительством своей страны орденом «За заслуги перед Отечеством» II степени..
После Игр-1976 Зигль сконцентрировалась на выступлениях в прыжках в длину. В 1979 году она стала чемпионкой ГДР в помещении в этой дисциплине, а в 1980 повторила это достижение на открытом воздухе. В 1979 году, прыгнув на 6,70 м, стала чемпионкой Европы в помещении, установив рекорд подобных соревнований. Также приняла участие в московской Олимпиаде 1980 года, где в соревнованиях в прыжках в длину показала лишь 5-й результат.
По завершении спортивной карьеры Зигль преподавала в одном из спортивных учреждений Эрфурта. После объединения Германии открыла свой фотомагазин.